# Live at Carnegie Hall 1963
Live at Carnegie Hall 1963 — концертний альбом американського музиканта та автора пісень Боба Ділана, виданий 15 листопада 2005 року лейблом Columbia Records. Всі композиції альбому були записані 26 жовтня 1963 року під час концерту музиканта у Carnegie Hall (Нью-Йорк).

## Про альбом
Чотири композиції, які не представлені у цьому альбомі, були видані у попередніх збірках Ділана: «Talkin' John Birch Paranoid Blues» і «Who Killed Davey Moore?» можна почути у «The Bootleg Series Volumes 1–3 (Rare & Unreleased) 1961–1991», а «A Hard Rain's A-Gonna Fall» і «When the Ship Comes In» були представлені у «The Bootleg Series Vol. 7: No Direction Home: The Soundtrack».
Офіційний реліз ще 9 пісень із цього концерту («Blowin' in the Wind», «Percy's Song», «Seven Curses», «Walls of Red Wing», «Talkin' World War III Blues», «Don't Think Twice, It's All Right», «Only a Pawn in Their Game», «Masters of War» і «The Lonesome Death of Hattie Carroll») відбувся у лімітованому європейському виданні The 50th Anniversary Collection 1963.

## Список композицій
| #  | Назва                           | Тривалість |
| -- | ------------------------------- | ---------- |
| 1. | «The Times They Are A-Changin'» | 4:04       |
| 2. | «Ballad of Hollis Brown»        | 6:03       |
| 3. | «Boots of Spanish Leather»      | 5:39       |
| 4. | «Lay Down Your Weary Tune»      | 5:04       |
| 5. | «North Country Blues»           | 4:16       |
| 6. | «With God on Our Side»          | 6:49       |